# Paromoeocerus stictonotus
Paromoeocerus stictonotus är en skalbaggsart som beskrevs av Dilma Solange Napp 1976. Paromoeocerus stictonotus ingår i släktet Paromoeocerus och familjen långhorningar. Inga underarter finns listade i Catalogue of Life.